# Aromax
aromax（アロマックス）はポッカサッポロフード&ビバレッジ（旧・ポッカコーポレーション）から発売されている缶コーヒーのブランド名である。

## 概要
2005年4月に関東地方のみで発売し、同年9月に全国発売されたブランドである。元々は「ポッカコーヒー」のサブブランドとして展開していたが、初のリニューアルを行った際に独立ブランドとなった。
香料を使用せず（「カフェオランジュ」・「キャラメルマキアート」を除く）、コーヒー本来の香りを生かした特許登録済の「フレッシュナチュラルアロマ製法」とコーヒーの抽出から充填・密封までの製造工程と原料から極力酸素を除去した「脱酸素製法」を採用。また、直径46mmの広口ボトル缶を採用しているのも特徴である。内容量は一般的な缶コーヒーのデミタスサイズ（170g）とほぼ同容量の170ml入りとなっている。
2012年2月からは東海地区（愛知県、岐阜県、三重県、静岡県の一部）限定で「東海地区限定 極限の香りブラック（現・東海限定ブラック）」を発売。本品は、愛知県北名古屋市にあるポッカサッポロフード&ビバレッジ 名古屋工場で製造されたもので、2015年3月にはブレンドコーヒーの「東海地区限定 香りのブレンド（現・東海限定 香りのブレンド）」を発売してシリーズ化された。
発売当初から、広口リシールカン（WORC）を採用したボトル缶でラインナップしている。2017年3月6日に独立ブランドで発売されていた缶コーヒーを「aromax」へ統合・リニューアルしたことでショート缶製品もラインナップされるようになったが、2021年9月6日にショート缶製品が「ポッカコーヒー」へ移行したため、ボトル缶のみのラインナップとなった。

## 商品ラインナップ
- 鮮やかな香り プレミアムゴールド（170g広口ボトル缶） - 2021年3月1日発売。ブレンドタイプ。2012年9月10日に発売し、年次改良を行いながら約9年半にわたって発売されてきた「プレミアムゴールド」がリニューアルに伴い改名。

## 販売終了商品
- ポッカコーヒー aromax
  - ブラック 無糖
  - ブレンド（関東限定時代のテスト販売品で、全国発売時にエスプレッソにリニューアル）
  - エスプレッソ
- aromax
  - ブラック 無糖（2010年9月27日にクオリティーブラックにリニューアル）
  - クオリティーブラック（初代、2012年8月27日に深みのコクブラックにリニューアル）
  - アイスクオリティブラック（春夏期の期間限定発売）
  - 深みのコクブラック（2014年2月24日にクオリティブラックにリニューアル）
  - クオリティブラック（2015年3月2日にクオリティーブラックにリニューアル）
  - クオリティーブラック（2代目、2017年3月6日にプレミアムブラックにリニューアル）
  - プレミアムブラック（2021年3月1日に鮮やかな香り プレミアムブラックにリニューアル）
  - ブラック（185g缶、2017年3月6日発売。以前独立ブランドで発売されていた「深煎りブラック（2016年3月発売）」後継のブラックコーヒー。2019年9月2日にリニューアル。2021年9月6日に「ポッカコーヒー ブラック」へ移行）
  - 鮮やかな香り プレミアムブラック（170g広口ボトル缶） - 2021年3月1日発売。「プレミアムブラック」がリニューアルに伴い改名。
  - 東海限定ブレンド（170ml広口ボトル缶） - 2015年3月2日発売。ブレンドコーヒー。2016年9月12日にリニューアルされ、「東海地区限定 香りのブレンド」から製品名を変更。2017年3月6日にパッケージリニューアル。2019年9月2日にリニューアルされ「東海限定 香りのブレンド」から改名。2021年8月30日に再度リニューアルされた。
  - 東海限定ブラック（170ml広口ボトル缶） - 2012年2月13日発売。ブラックコーヒー。当初は期間限定販売だったが、同年10月15日のリニューアル時に通年販売に移行。2014年10月6日に3回目のリニューアル、2016年3月7日に4回目のリニューアルを行い、「東海地区限定 極限の香りブラック」から製品名を変更、同年9月12日に5回目のリニューアル、2017年3月6日にパッケージリニューアルし、「東海限定 ブラック」から製品名を変更。2019年9月2日に7回目のリニューアルを行い、2021年8月30日に8回目のリニューアルが行われ、2016年9月12日のリニューアルまでの製品名に戻された。
  - エスプレッソ（2005年9月の全国発売時からの商品で、2009年3月23日のプレミアムゴールド発売時に販売を休止していたが、9月21日のリニューアルで微糖に変更して販売を再開。）
  - エスプレッソ微糖（2009年9月21日のリニューアルで微糖に変更して販売を再開。2011年春にエスプレッソブルー微糖にリニューアル）
  - リッチロースト微糖
  - ビターロースト（微糖・人工甘味料不使用、2009年9月21日のリニューアルでエスプレッソ微糖と統合）
  - リッチエスプレッソ微糖
  - エスプレッソブルー微糖（2012年3月5日にダイアモンドドリップ微糖にリニューアル）
  - ダイアモンドドリップ微糖（2012年9月10日に極みのコク微糖にリニューアル）
  - 極みのコク微糖
  - バリブレンド微糖（185g缶、2017年9月11日発売。自動販売機限定発売）
  - カリビアンブレンド微糖（185g缶、2018年9月4日発売）
  - TASTY微糖（185g缶、2019年9月2日発売）
  - ファンタジスタ
  - コクの贅沢
  - ブレンド（190g缶、2017年3月6日発売。以前独立ブランドで発売されていた「香りとコクのブレンド（2014年9月発売）」後継のブレンドコーヒー）
  - プレミアムゴールド（2012年9月10日発売。2021年3月1日に鮮やかな香り プレミアムゴールドにリニューアル）
  - カフェオランジュ（ラテ系のコーヒーに、オレンジの香りとオレンジ果汁ベースのソースを加えたオレンジフレーバーのコーヒー。無果汁）
  - リッチ&リラックス（2012年9月10日に濃厚リラックスにリニューアル）
  - 濃厚リラックス（乳飲料規格）
  - ラテイタリアーノ（秋冬に販売）
  - アイスラテ（春夏に販売）
  - ラテスペシャリテ（上記2種を2010年9月27日に統合。2012年3月5日にクリーミーラテにリニューアル）
  - クリーミーラテ（砂糖不使用、乳飲料規格）
  - キャラメルラテ（2010年8月24日に発売されたJR東日本ウォータービジネスとの共同開発商品で、JR東日本駅構内の自動販売機及び売店でのみの販売）
  - デミタスラテ（コーヒー規格、当初は関東地区の一部（東京都、千葉県、神奈川県、埼玉県）及び山梨県の自動販売機限定販売であったが、後に全国発売された。2015年9月14日にカフェラテにリニューアル）
  - キャラメルマキアート（2015年9月14日発売。乳飲料規格。2016年9月12日にリニューアル）
  - 香り挽きたつ微糖（2015年3月2日発売）
  - カフェラテ（2015年9月14日発売。乳飲料規格）
  - カフェオレ（190g缶、2017年3月6日発売。以前独立ブランドで発売されていた「くつろぎカフェオレ（2014年9月発売）」後継のカフェオレ。コーヒー飲料規格。2019年9月2日にリニューアル。2021年9月6日に「ポッカコーヒー カフェオレ」へ移行）

## 異物混入事件
2008年5月、ポッカはアロマックスラテイタリアーノを飲んだ客からの申告があり、調査の後、殺虫剤の成分である「プロポキスル」が検出されたと発表した。清涼飲料水に対する異物混入の事件は花王のヘルシアに端を発し、コカ・コーラ社の爽健美茶に続き、これで4件目である。いずれも未解決のまま立て続けに起きたことになる。各社とも「製造過程に異常はなし、流通過程において意図的に混入された可能性」であることを示唆しており、捜査は継続されている。なお、販売休止期間中に通常缶でラテイタリアーノが発売され、2010年初頭まで併売されていた。